# Laboratório Khan (Paquistão)
Khan é um laboratório nuclear, que foi fundado pelo ciêntista Shaukat Hayat Khan. Khan fica localizado em Punjab, no Paquistão.